# مرض ألكساندر
مرض ألكساندر (بالإنجليزية: Alexander disease)‏ هُوَ أحد أمراض تآكل المادة البيضاء في الدماغ، وَهوَ نادر وَمُميت وَغالباً ما يُصيب الرُضع وَالأطفال، وَيُسبب تأخراً في النُمو وَسمات جسمانية مُعينة.

## السبب
مرض ناشئ عَن خلل جيني يُصيب الدماغ المتوسط والمخيخ في الجهاز العصبي المركزي؛ وَيرجع الخلل إلى طفرات في جين الحمض البروتيني الدبقي الليفي المَحمول على الكروموسوم 17 الذي ينتقل بالوراثة الجسدية السائِدة؛ وبالتالي فَإن طفل المُصاب مغاير الزيجوت معرض للإصابة بنسبة 50%، وَلكن معظم الحالات متفرقة تصاب بالطفرة ولا ترثها.
تَتراكم الأحماض الدهنية طويلة السلسلة في الدماغ مسببة تآكل المادة البيضاء، الذي يصاحبه تَكون ألياف روزنثال اليوزينية،  وَهي مادة لا توجد في الشخص الطبيعي  لكنها تتكون في بعض الأمراض كالسرطانات ، وَلكنها لا تكون بنفس الكمية والتوزيع كما في مرض ألكساندر.

## الأعراض وَالعلامات
يُصاحب مرض ألكساندر عدد من الأعراض والعَلامات، وَمِنها:
- تأخر المَهارات السلوكية وَالنفسية وَالجسمانية.
- ضخامة الرأس المترقية.
- نوبات صرع.
- تقبض العضلات.
- بعض الحالات تُصاب أيضاً باستسقاء الرأس وَفرط الضغط مجهول السبب داخل القحف وَالخرف.[2]

## التشخيص
يتم التشخيص المرض عن طريق ملاحظة الأعراض وَالعلامات كضخامة الرأس، كما يتم استخدام الأشعة وَاختبارات الاستبعاد، لاستبعاد أمراض حثل المادة البيضاء الأخرى.

### التصوير بالرنين المغناطيسي
يُظهر تغيرات عديدة في الدماغ، ويمكن تشخيص مرض ألكساندر في البالغين عن طريقه أيضاً.

### اختبارات الكروموسومات
تُساعد في إظهار سَبب المرض.

## الانتشار
معدلات الحدوث مرض ألكساندر نادرة جِداً؛ وَلا تزيد الحالات المُسجلة عن 500 حالة، وغالباً ما يُصيب الرضع (من الولادة حتى عامين)، كما يُصيب الأطفال(من عامين حتى 12 عاماً)، وَتوجد حالات حديثي الولادة تم الإبلاغ عنها.
َ
وَفي المرضى صغار السن تكون الأعراض عادةً نوبات صرع وَضخامة الرأس وَتأخر نمائي وَتقبض العضلات، أما البالغين(أقل شيوعاً) فيُعانون من الرنحو اضطرابات الكلام والبلع والنوم، وتشبه الأعراض التي يعانون منها أعراض التصلب المتعدد.

## العِلاج
حتى الآن لا يوجد علاج للمرض، وقد تمت محاولة زراعة نخاع العظم في طفل إلا أن حالته لم تشهد نَجاحاً.

## توقع سير المرض
التوقع عموماً سيء، ففي الصغار عادة ما تكون الوفاة خلال العشر سنوات الأولى مِن ظهور الأعراض، وكلما تأخر بِدء المَرض كُلما كان تقدمه أَبطأ.

## المَراجع
1. ↑  "MUTATION KEY TO ALEXANDER DISEASE" - United Press International نسخة محفوظة 22 فبراير 2020 على موقع واي باك مشين.
2. 1 2 3 4 5 6 7  GeneReviews/NCBI/NIH/UW entry on Alexander disease نسخة محفوظة 18 يناير 2017 على موقع واي باك مشين.
3. 1 2 3 4 5 6 7  alexander_disease على موقع المعهد الوطني للاضطرابات العصبية والسكتة الدماغية (NINDS)
4. 1 2  Farina L, Pareyson D, Minati L؛ وآخرون (يونيو 2008). "Can MR imaging diagnose adult-onset Alexander disease?". AJNR Am J Neuroradiol. ج. 29 ع. 6: 1190–6. DOI:10.3174/ajnr.A1060. PMID:18388212. مؤرشف من الأصل في 2019-05-29.{{استشهاد بدورية محكمة}}:  صيانة الاستشهاد: أسماء متعددة: قائمة المؤلفين (link)
5. ↑  Li R, Messing A, Goldman JE, Brenner M (2002). "GFAP mutations in Alexander disease". Int. J. Dev. Neurosci. ج. 20 ع. 3–5: 259–68. DOI:10.1016/s0736-5748(02)00019-9. PMID:12175861.{{استشهاد بدورية محكمة}}:  صيانة الاستشهاد: أسماء متعددة: قائمة المؤلفين (link)
6. ↑  Quinlan RA, Brenner M, Goldman JE, Messing A (يونيو 2007). "GFAP and its role in Alexander disease". Exp. Cell Res. ج. 313 ع. 10: 2077–87. DOI:10.1016/j.yexcr.2007.04.004. PMC:2702672. PMID:17498694.{{استشهاد بدورية محكمة}}:  صيانة الاستشهاد: أسماء متعددة: قائمة المؤلفين (link)
7. 1 2 3  Messing A, Brenner M, Feany MB, Nedergaard M, Goldman JE (أبريل 2012). "Alexander disease". J. Neurosci. ج. 32 ع. 15: 5017–23. DOI:10.1523/JNEUROSCI.5384-11.2012. PMC:3336214. PMID:22496548.{{استشهاد بدورية محكمة}}:  صيانة الاستشهاد: أسماء متعددة: قائمة المؤلفين (link)
8. ↑  "Cause of brain disease found" -BBC News نسخة محفوظة 23 أبريل 2016 على موقع واي باك مشين.
9. 1 2 3  "Alexander Disease - United Leukodystrophy Foundation". مؤرشف من الأصل في 2011-09-28.
10. ↑  Labauge P (يونيو 2009). "Magnetic resonance findings in leucodystrophies and MS". Int MS J. ج. 16 ع. 2: 47–56. PMID:19671368.
11. ↑  van der Knaap MS, Naidu S, Breiter SN؛ وآخرون (مارس 2001). "Alexander disease: diagnosis with MR imaging". AJNR Am J Neuroradiol. ج. 22 ع. 3: 541–52. PMID:11237983. مؤرشف من الأصل في 2018-10-25.{{استشهاد بدورية محكمة}}:  صيانة الاستشهاد: أسماء متعددة: قائمة المؤلفين (link)
12. ↑  Johnson AB (2002). "Alexander disease: a review and the gene". Int. J. Dev. Neurosci. ج. 20 ع. 3–5: 391–4. DOI:10.1016/S0736-5748(02)00045-X. PMID:12175878.
13. ↑  Sawaishi Y (أغسطس 2009). "Review of Alexander disease: beyond the classical concept of leukodystrophy". Brain Dev. ج. 31 ع. 7: 493–8. DOI:10.1016/j.braindev.2009.03.006. PMID:19386454.
14. ↑  Singh N, Bixby C, Etienne D, Tubbs RS, Loukas M (ديسمبر 2012). "Alexander's disease: reassessment of a neonatal form". Childs Nerv Syst. ج. 28 ع. 12: 2029–31. DOI:10.1007/s00381-012-1868-8. PMID:22890470.{{استشهاد بدورية محكمة}}:  صيانة الاستشهاد: أسماء متعددة: قائمة المؤلفين (link)
15. ↑  Alexander Disease - United Leukodystrophy Foundation United Leukodystrophy Foundation نسخة محفوظة 01 أغسطس 2017 على موقع واي باك مشين.
16. ↑  Staba MJ, Goldman S, Johnson FL, Huttenlocher PR (أغسطس 1997). "Allogeneic bone marrow transplantation for Alexander's disease". Bone Marrow Transplant. ج. 20 ع. 3: 247–9. DOI:10.1038/sj.bmt.1700871. PMID:9257894. مؤرشف من الأصل في 2016-05-04.{{استشهاد بدورية محكمة}}:  صيانة الاستشهاد: أسماء متعددة: قائمة المؤلفين (link)
17. ↑  Messing A, LaPash Daniels CM, Hagemann TL (أكتوبر 2010). "Strategies for treatment in Alexander disease". Neurotherapeutics. ج. 7 ع. 4: 507–15. DOI:10.1016/j.nurt.2010.05.013. PMC:2948554. PMID:20880512.{{استشهاد بدورية محكمة}}:  صيانة الاستشهاد: أسماء متعددة: قائمة المؤلفين (link)